# Галлиполи (фильм)
«Галлиполи» (англ. Gallipoli) — австралийский кинофильм 1981 года, драма, снятая режиссёром Питером Уиром. В главных ролях заняты Мэл Гибсон и Марк Ли. Картина считается одним из лучших антивоенных фильмов, она завоевала множество австралийских и несколько международных наград.
Лента рассказывает о двух друзьях и их службе в австралийской армии во время Первой мировой войны. Молодые люди сталкиваются с жестокостью войны, когда их отправляют в Турцию, где они участвуют в Галлиполийском сражении, в частности в злополучной битве 7 августа 1915 года, в которой участвовал австралийский и новозеландский корпус (ANZAC).

## Сюжет
Фильм состоит из двух частей. В первой части показана жизнь австралийского общества в начале XX века, настроения, царившие среди людей в Австралии. Режиссёр рассказывает историю знакомства двух молодых людей, между которыми возникает дружба. Но в мире начинается Первая мировая война, и друзья, настроенные романтично, записываются добровольцами в австралийскую армию. Их отправляют вначале на подготовку в учебную школу в Египте, а затем они попадают на настоящую войну в составе полка, который противостоит турецкой армии.
Вторая часть фильма является хроникой плохо спланированного злополучного сражения при Галлиполи, когда части ANZAC, в данном случае австралийцы и новозеландцы, потерпели поражение от турецких войск. Два друга вначале не знают, что будут участвовать в сражении, но их отправляют в безнадежную атаку на вражеские пулемёты.

## В ролях
- Мэл Гибсон — Франк Данн
- Марк Ли — Арчи Гамильтон
- Гаролд Хопкинс — Лес Макканн
- Хит Харрис — кладовщик
- Билл Керр — дядя Джек
- Роберт Грабб — Билли
- Тим МакКензи — Барней
- Стэн Грин — сержант Маджор
- Чарлз Латхалу Юнупингу — Зак
- Рон Грэм — Уоллес Гамильтон
- Герда Николсон — Роза Гамильтон
- Дэвид Аргью — Сноуи
- Билл Хантер — майор Бартон
- Стив Додд — Билли Шейкскин

## Съёмочная группа
- Режиссёр — Питер Уир
- Монтаж — Уильям М. Андерсон[англ.]
- Декорации — Херберт Пинтер
- Художник — Уэнди Уир

## Награды и номинации
- 1981 — восемь премий Австралийского киноинститута: лучший фильм (Патриша Ловелл, Роберт Стигвуд), лучший режиссёр (Питер Уир), лучший сценарий (Дэвид Уильямсон), лучший актёр (Мэл Гибсон), лучший актёр второго плана (Билл Хантер), лучшая операторская работа (Расселл Бойд), лучший монтаж (Уильям Андерсон), лучший звук (Дон Коннолли, Грег Белл, Питер Фентон). Также картина была номинирована ещё в четырёх категориях: лучший актёр (Марк Ли), лучший актёр второго плана (Билл Керр), лучшая работа художника (Герберт Пинтер, Уэнди Стайтс), лучшие костюмы (Терри Райан, Уэнди Стайтс).
- 1981 — номинация на премию Национального совета кинокритиков США за лучший фильм.
- 1982 — номинация на премию «Золотой Глобус» за лучший зарубежный фильм.
- 1982 — премия Австралийского общества кинооператоров лучшему оператору года (Расселл Бойд).

## Съёмки
- Съёмки фильма проходили в основном в Южной Австралии (в том числе на побережье были сняты галлиполийские сцены), а также в Египте (сцены у пирамид и на базаре)[1].
- В фильме звучит музыка Жана-Мишеля Жарра («Oxygene»), Томазо Альбинони («Адажио соль минор»), Жоржа Бизе («Искатели жемчуга»), Иоганна Штрауса («Сказки Венского леса» и «Rosen aus dem Süden»), Никколо Паганини («Centone di sonata № 3»), а также песня «Путь далёкий до Типперери».